# Rozpylak świerkowy
Rozpylak świerkowy (Acmaeops septentrionis) – gatunek chrząszcza z rodziny kózkowatych. Gatunek eurosyberyjski; w Polsce rzadko spotykany.